# Williams FW19
Williams FW19 — гоночный автомобиль команды Williams, участвовавший в Чемпионате мира Формулы-1 сезона 1997 года.

## История
Болид стал логическим развитием сверхуспешного Williams FW18. Он стал последним для команды, участие в разработке которого принимал Эдриан Ньюи, ушедший по окончании сезона в McLaren. Также это был последний год использования моторов Renault. Возвращение французских двигателей на болиды Williams состоялось в 2012 году. На место Чемпиона мира Деймона Хилла, ушедшего в Arrows, в команду был приглашен Хайнц-Харальд Френтцен, выступавший прежде за Sauber. В этом году тест-пилотом Williams стал колумбиец Хуан Пабло Монтойя.
Этот сезон был намного труднее для Williams, чем предыдущий, и прошёл в тяжёлой и бескопромиссной борьбе с Ferrari и Михаэлем Шумахером. Подтянулись и другие команды - Prost, Jordan, а особенно прибавил McLaren. В первой же гонке - Гран-при Австралии - пилотам удалось занять первый стартовый ряд, однако до финиша ни Вильнёв, ни Френтцен не добрались по разным причинам. Жак смог завоевать 4 поул-позиции подряд со старта сезона, преобразовав их в 2 победы. Хайнц-Харальд не столь удачно начал сезон, оставался без очков до этапа в Сан-Марино, где и одержал свою первую победу в карьере. Затем немец взял поул в Монако, но там команда вновь осталась без очков. Тем временем Шумахер стабильно набирал очки и, когда сезон вышел на финишную прямую, выигрывал у Вильнёва 11 очков, а Феррари опережала Williams в Кубке Конструкторов на 6 очков. В нужный момент канадец одержал 2 победы подряд и, казалось, получил решающее преимущество, опережая Шумахера на 9 очков. Но невнимание Жака к жёлтым флагам во время пятничной тренировки на Сузуке привело к аннулированию его результата в японском Гран-при, так что на финал сезона в испанский Херес соперники приехали с практически равными шансами – 78:77 в пользу Шумахера.
Судьба чемпионского титула решилась в последней гонке сезона на Гран-при Европы на трассе Херес. Полное равенство сил показала и квалификация, завершившаяся с феноменальным результатом. Такого не было ни разу с того момента, как Формула-1 перешла на электронный хронометраж и результаты стали фиксироваться с точностью до тысячных долей секунды. Невероятно, но факт – Жак и Михаэль поочередно показали одно и то же время. Поклонники Больших Призов ещё не успели подобрать с пола свои челюсти, когда финишную черту пересек Френтцен – и вновь те же самые 1:21,072!!! Хорошо, что подобная возможность предусматривалась правилами, и поул достался Вильнёву, показавшему это время раньше всех. В гонке произошло знаменитое столкновение между Шумахером и Вильнёвым, в результате которого немец сошёл, а позже был дисквалифицирован.
Таким образом, канадец стал Чемпионом мира, а Френтцен, благодаря дисквалификации соотечественника, занял второе место в Чемпионате. Кубок конструкторов достался команде за одну гонку до финиша, на Гран-при Японии. Эти титулы являются последними на данный момент для команды Williams.

## Результаты гонок
| Легенда к таблице |                                                                    |
| --- | ------------------------------------------------------------------ |
| В таблице перечислены результаты всех Гран-при Формулы-1, в которых использовался автомобиль. Строками таблицы являются сезоны, столбцами — этапы чемпионата мира. В каждой клетке указаны сокращённое название этапа и результат, дополнительно обозначенный цветом. Расшифровка обозначений и цветов представлена в нижеследующей таблице. |                                                                    |
| \| Пример \| Описание \| \| ------------ \| ------------------------------------------------------------------ \| \| 1 \| Победитель \| \| 2 \| Второе место \| \| 3 \| Третье место \| \| 5 \| Финишировал, заработав очки \| \| Сход \| Не финишировал, но при этом заработал очки \| \| 12 \| Финишировал, не получив очков \| \| НКЛ \| Финишировал, но не попал в финальную классификацию \| \| 15 \| Участвовал вне зачёта, либо по отдельной классификации \| \| 18 \| Не финишировал, но попал в финальную классификацию \| \| Сход \| Не финишировал \| \| НКВ \| Не прошёл квалификацию \| \| НПКВ \| Не прошёл предквалификацию \| \| ДСК \| Дисквалифицирован \| \| ИСК \| Исключён из протокола соревнований \| \| ТТ \| Заявлен для участия только в тренировках \| \| НС \| Участвовал в квалификации, но не стартовал в гонке \| \| Т \| Травмирован или болен \| \| ОТК \| Отказ от участия \| \| НТР \| Прибыл на соревнования, но на трассу не выезжал \| \| НПР \| Был заявлен в числе участников, но не прибыл к началу соревнований \| \| О \| Соревнования отменены \| \| \| Не участвовал \| \| Поул-позиция \| \| \| Быстрый круг \| \| |                                                                    |
| Пример | Описание                                                           |
| 1 | Победитель                                                         |
| 2 | Второе место                                                       |
| 3 | Третье место                                                       |
| 5 | Финишировал, заработав очки                                        |
| Сход | Не финишировал, но при этом заработал очки                         |
| 12 | Финишировал, не получив очков                                      |
| НКЛ | Финишировал, но не попал в финальную классификацию                 |
| 15 | Участвовал вне зачёта, либо по отдельной классификации             |
| 18 | Не финишировал, но попал в финальную классификацию                 |
| Сход | Не финишировал                                                     |
| НКВ | Не прошёл квалификацию                                             |
| НПКВ | Не прошёл предквалификацию                                         |
| ДСК | Дисквалифицирован                                                  |
| ИСК | Исключён из протокола соревнований                                 |
| ТТ | Заявлен для участия только в тренировках                           |
| НС | Участвовал в квалификации, но не стартовал в гонке                 |
| Т | Травмирован или болен                                              |
| ОТК | Отказ от участия                                                   |
| НТР | Прибыл на соревнования, но на трассу не выезжал                    |
| НПР | Был заявлен в числе участников, но не прибыл к началу соревнований |
| О | Соревнования отменены                                              |
| | Не участвовал                                                      |
| Поул-позиция |                                                                    |
| Быстрый круг |                                                                    |

| Год  | Команда                   | Двигатель           | Шины | Пилоты   | АВС  | БРА | АРГ  | САН  | МОН  | ИСП | КАН  | ФРА | ВЕЛ  | ГЕР  | ВЕН  | БЕЛ | ИТА | АВТ | ЛЮК | ЯПО | ЕВР | Место | Очки |
| ---- | ------------------------- | ------------------- | ---- | -------- | ---- | --- | ---- | ---- | ---- | --- | ---- | --- | ---- | ---- | ---- | --- | --- | --- | --- | --- | --- | ----- | ---- |
| 1997 | Rothmans Williams Renault | Renault RS9 3,0 V10 | G    | Вильнёв  | Сход | 1   | 1    | Сход | Сход | 1   | Сход | 4   | 1    | Сход | 1    | 5   | 5   | 1   | 1   | ДСК | 3   | 1     | 123  |
| 1997 | Rothmans Williams Renault | Renault RS9 3,0 V10 | G    | Френтцен | 8    | 9   | Сход | 1    | Сход | 8   | 4    | 2   | Сход | Сход | Сход | 3   | 3   | 3   | 3   | 2   | 6   | 1     | 123  |